# Anna Kassautzki
Anna Katharina Kassautzki (nascida a 25 de dezembro de 1993) é uma política alemã do Partido Social-Democrata.

## Carreira política
Nas eleições federais alemãs de 2021 ganhou o eleitorado de Vorpommern-Rügen - Vorpommern-Greifswald I em Mecklemburgo-Pomerânia Ocidental. Isso foi significativo, pois foi a cadeira que Angela Merkel ocupou na União Democrática Cristã nos últimos 30 anos; mesmo antes de Kassautzki ser nascida.